# Čangada
Il Čangada (in russo Чангада?) è un fiume della Siberia Orientale, affluente di sinistra del Kotuj (ramo sorgentizio della Chatanga). Scorre nell'Ėvenkijskij rajon del Territorio di Krasnojarsk, in Russia.

## Descrizione
Il fiume ha origine sul versante orientale dell'Altopiano Putorana e nella parte superiore scorre in un ampio bacino intermontano. Nel corso medio e inferiore, il fiume acquista un carattere piatto in un'ampia vallata e la larghezza del suo canale è di 150-250 m. Ha una lunghezza di 320 km; l'area del suo bacino è di 11 100 km². I suoi maggiori affluenti sono l'Amnundakta (lungo 177 km) e il Chėkčėkiit-Sėvnė (lungo 139 km). Il permafrost è diffuso in tutto il suo bacino.